# Rudnea, Baranivka
Rudnea (în ucraineană Рудня) este un sat în comuna Rohaciv din raionul Baranivka, regiunea Jîtomîr, Ucraina.

## Demografie
Componența lingvistică a localității Rudnea
     Ucraineană (96,15%)
     Rusă (3,85%)
Conform recensământului din 2001, majoritatea populației localității Rudnea era vorbitoare de ucraineană (96,15%), existând în minoritate și vorbitori de rusă (3,85%).